# Síndrome de hipoglosia-hipodactilia
El síndrome de Hanhart es un padecimiento ampliamente clasificado que consiste en los trastornos congénitos que causan la malformación de la lengua, extremidades y dedos. Existen cinco tipos de síndrome de Hanhart, cuya gravedad y características varían mucho de un caso a otro. El síndrome de Hanhart está clasificado como una enfermedad rara, de la que se conocen 30 casos reportados entre 1932 y 1991. Las primeras hipótesis sugerían que las condiciones genéticas causaban el trastorno y una hipótesis reciente demostró que podría ser por lesiones hemorrágicas durante el desarrollo prenatal. Aún se desconoce el origen de esta alteración vascular.

## Origen y etimología
El síndrome de Hanhart fue descrito por primera vez en 1932 por Ernst Hanhart. El nombre “síndrome de Hanhart” apareció hasta 1950, cuando Hanhart describió a tres pacientes que nacieron con defectos en las extremidades y ausencia de lengua. En 1971 el síndrome fue ampliamente clasificado como síndrome de hipogenesia oromandibular y de extremidades y comprendía una serie de trastornos que presentaban hipoglosia. En 1971 se propuso el nombre de “síndrome de hipoglosia-hipodactilia” como un nombre más apropiado para el trastorno, el cual se utiliza como sinónimo. Debido al amplio rango de síntomas que presenta el síndrome de Hanhart, el trastorno ha recibido diferentes nombres a lo largo de su historia.

## Fisiopatología
El síndrome de Hanhart forma parte de la familia de síndromes de hipogenesia oromandibular y de extremidades (OLHS, por sus siglas en inglés), que se caracteriza por la malformación de la boca, mandíbula, lengua y extremidades. El síndrome de Hanhart se caracteriza por el desarrollo incompleto de la lengua (hipoglosia), boca pequeña (microstomía), un tamaño de mandíbula inferior a la normal (micrognatia), hendidura o fijación anormal de la lengua, ausencia de dientes (hipodoncia mandibular), labio leporino, parálisis del nervio craneal, así como el síndrome de Moebius, nariz ancha, aumento de la distancia entre los ojos (telecanto), defectos en los párpados inferiores y asimetría facial.

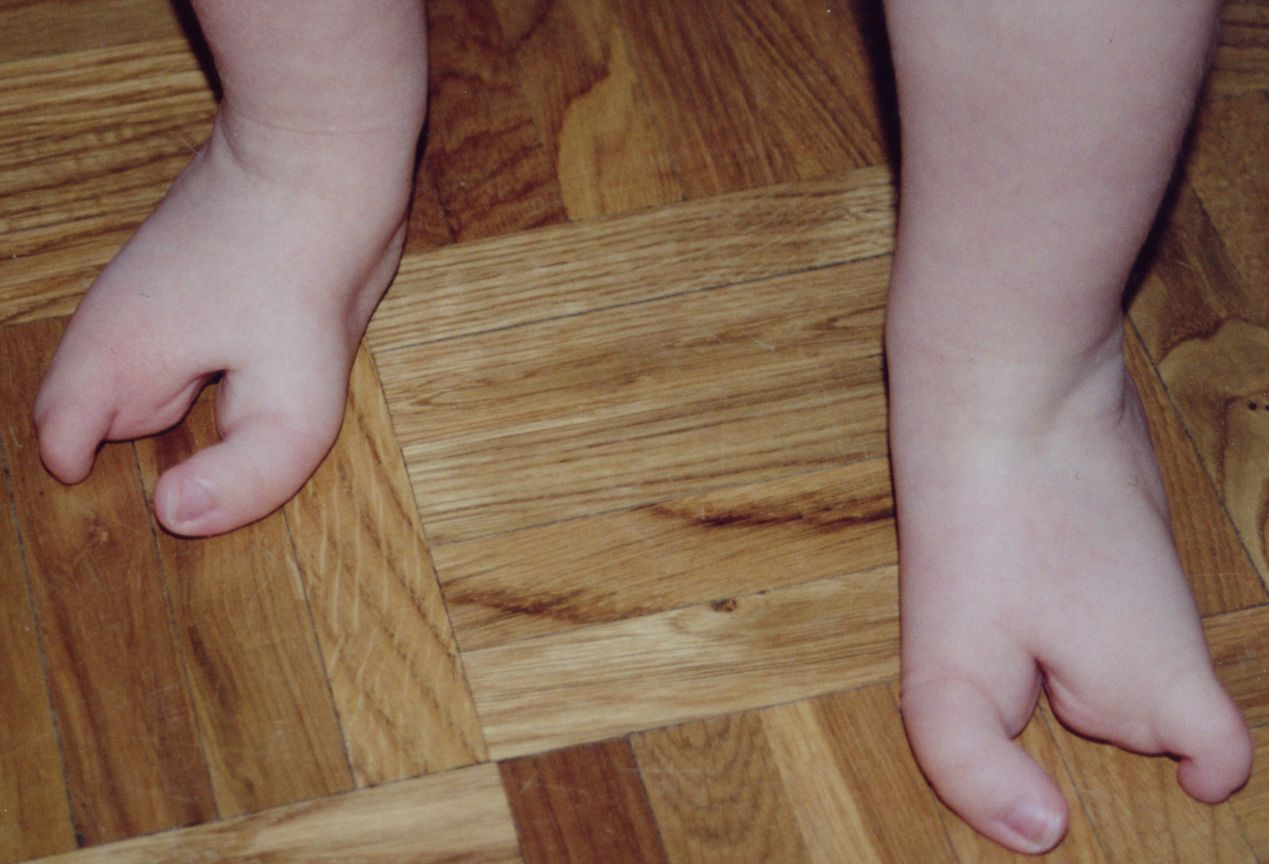
Un niño de 1 año con oligodactilia, un síntoma del síndrome de Hanhart

Por lo general, las extremidades presentan desarrollo incompleto (hipoplasia), que pueden ir desde la ausencia de huesos de las falanges (hipodactilia), la adactilia incompleta, hasta la amputación parcial o la malformación de las extremidades (peromelia). En los casos de defectos de los miembros, suele afectar a las cuatro extremidades. No se ha reportado pérdida total de la lengua (aglosia) y de los dedos (adactilia). Otros síntomas menos frecuentes son intestinos visibles desde el exterior (gastrosquisis) y la fusión anormal del bazo y las gónadas (fusión esplenogonadal). La politelia, microcefalia y microfalosomía también se han identificado como posibles síntomas. Los estudios de ultrasonido en las regiones craneal y abdominal de los pacientes afectados han revelado que el síndrome de Hanhart no daña las estructuras internas. Las discapacidades mentales son poco frecuentes, pero en algunos casos se han descrito problemas de alimentación y del habla. La gravedad de estas discapacidades puede variar mucho de una persona a otra y los pacientes con el trastorno suelen presentar algunos de los síntomas pero no todos.
El síndrome de Hanhart se clasifica en cinco tipos, que denota los síntomas y la severidad de la condición. El tipo I incluye hipoglosia y aglosia parcial sin otro síntoma; el tipo II, hipoglosia con hipomelia o hipodactilia; el tipo III, hipoglosia con anquilosis glosopalatina e hipomelia o hipodactilia; el tipo IV, bandas interorales fusionadas con hipoglosia o hipomelia/hipodactilia; y el tipo V, varios síndromes comórbidos junto con el síndrome de Hanhart, así como: síndrome de Pierre Robin, síndrome de Möbius y síndrome de banda amniótica.

## Causas y prevalencia
Se desconocen las causas del síndrome de Hanhart y de otras condiciones OLHS, pero se han propuesto tanto factores genéticos como ambientales. El síndrome de Hanhart sigue un patrón de herencia autosómica dominante, tiene una prevalencia en la población de <1/1.000.000 y, debido a su rareza, se ha clasificado como una enfermedad rara. Entre 1932 y 1991 se registraron alrededor de 30 casos de síndrome de Hanhart.
La prevalencia del síndrome de Hanhart entre pacientes consanguíneos condujo a una hipótesis temprana sobre una mutación en un gen autosómico recesivo que provocaba la condición. Hasta la fecha, no se ha identificado ningún gen específico. En 1973 se propuso la hipótesis de que las lesiones hemorrágicas o los coágulos sanguíneos durante el desarrollo prenatal eran la causa del síndrome de Hanhart. Esta hipótesis afirma que las lesiones vasculares provocan una disminución del flujo sanguíneo a las extremidades, a la lengua y, en pocas ocasiones, a partes del cerebro, lo que causa malformaciones del desarrollo en las partes afectadas del cuerpo. 
Los estudios en animales han demostrado que las alteraciones vasculares en la cuarta semana embrionaria pueden provocar el síndrome de Hanhart, pero aún se desconoce el mecanismo de esta alteración. Se han propuesto como posibles causas las interacciones entre las capas germinales ectodérmica y mesodérmica y el uso de clorhidrato de meclizina durante el embarazo. También se ha propuesto que el síndrome de Poland y el síndrome de Hanhart pueden presentar causas similares y representar el espectro de un trastorno mayor. 
El uso de la muestra de vellosidades coriónicas (CVS, por sus siglas en inglés) también se ha identificado como un factor que contribuye a la patogénesis. Cuando la CVS se utiliza durante las primeras fases del embarazo, concretamente durante las 10 primeras semanas de amenorrea, existe una mayor correlación con el riesgo de que el feto desarrolle el síndrome de Hanhart. 
Además, se sabe que el uso de la CVS provoca daños vasculares en el feto, causando disgenesia de las extremidades oromandibulares y otros trastornos prenatales, lo que da credibilidad a la hipótesis de la alteración vascular.

## Diagnóstico y tratamiento
El diagnóstico del síndrome de Hanhart se basa en la presentación clínica. El diagnóstico diferencial del síndrome de Hanhart debe descartar el síndrome de Nager y la disostosis acrofacial, el síndrome de Johnson Hall Krous y el síndrome de Goldenhar.
Estos síndromes se diferencian por el tipo y la gravedad de las deformidades faciales y de las extremidades. 
Los tratamientos para el síndrome de Hanhart varían en función de los síntomas específicos de cada paciente y pueden incluir cirugías ortopédicas o plásticas para tratar las deformidades de las extremidades, la corrección quirúrgica de las regiones de la lengua, la boca y la mandíbula, así como el uso de prótesis y fisioterapia. La logopedia es otro tratamiento común para las deformidades faciales. A menudo se tiene especial consideración con las vías respiratorias durante las operaciones bajo anestesia debido a las deformidades craneofaciales.

## Casos notables
- Nick Santonastasso, conferencista motivacional sin piernas y con un solo brazo.[15][16]